# Ichneumon cannoni
Ichneumon cannoni là một loài tò vò trong họ Ichneumonidae.